# 41 Dywizja Strzelców
41 Dywizja Strzelców – dywizja piechoty Armii Czerwonej okresu wojny polsko-bolszewickiej. Wiosną 1920 wchodziła w skład 14 Armii.

## Formowanie i walki
Sformowana została latem 1919. Weszła w skład 14 Armii i walczyła z oddziałami Denikina na Ukrainie. W czerwcu 1920 wzięła udział w ofensywie rosyjskiej na Ukrainie. W lipcu walczyła na linii Zbrucza, następnie nacierała w kierunku na Kamieniec Podolski, Trembowlę, Czortków i Halicz. Jej przeciwnikiem były głównie oddziały armii URL. We wrześniu 1920 została odrzucona do rejonu Kamieńca Podolskiego. Po zawarciu rozejmu z Polską walczyła z oddziałami URL na Ukrainie.
Wiosną 1920 została przerzucona z frontu rumuńskiego i 9 kwietnia 1920 wzięła udział w bolszewickim ataku na wsie: Kurożyna, Iwankowce, Kucza i Zaborożniowce. Po zaciętych walkach oddziały polskie odrzuciły przeciwnika, biorąc kilkudziesięciu jeńców i 2 karabiny maszynowe.
12 kwietnia 1920 została zmuszona do gwałtownego cofnięcia się poza linie wyjściowe swojego ataku. Na początku maja 1920 podążyła na Tomaszpol koło Wapniarki.

## Struktura organizacyjna
- dowództwo dywizji[2]??
- 141 Brygada Strzelców
- 142 Brygada Strzelców
- 143 Brygada Strzelców

sierpień 1920
- dowództwo dywizji
- 121 Brygada Strzelców (361 ps, 362 ps, 363 ps)
- 122 Brygada Strzelców (364 ps, 365 ps, 366 ps)
- 123 Brygada Strzelców (367 ps, 368 ps, 369 ps)
- 41? (115) pułk kawalerii

## Dowódcy dywizji
- A.M. Osadczij (I – V 1920)[1]
- Żan Francewicz Zonberg (V – IX 1920)[1]
- W.I. Stojkin (IX – XII 1920)[1]